# Józef Nowak (ur. 1944)
Józef Nowak (ur. 1944) – polski działacz opozycyjny.
W czasie studiów został usunięty z Domu Studenta za działalność w Duszpasterstwie Akademickim.

## Życiorys
We wrześniu 1980 współorganizował Komitet Założycielski NSZZ „Solidarność” w Państwowej Komunikacji Samochodowej w Białymstoku. Został przewodniczącym Międzyokręgowej Komisji Porozumiewawczej PKS, uczestniczył w rozmowach z władzami w sprawie poprawy warunków pracy i płac. W marcu 1981, w związku z przygotowaniami do akcji strajkowej po wydarzeniach w Bydgoszczy, powierzono mu obowiązki kierownika administracyjno-gospodarczego. W maju 1981, z powodu zapowiedzianej akcji strajkowej po pobiciu związkowca Jana Kowalewskiego w Kuźnicy Białostockiej, uczestniczył wraz z innymi członkami Międzyzakładowego Komitetu Założycielskiego w rozmowach z przedstawicielami Komendy Wojewódzkiej Milicji Obywatelskiej w Białymstoku. Wszedł w skład białostockiej delegacji podczas uroczystości pogrzebowych prymasa Stefana Wyszyńskiego. Po wprowadzeniu w Polsce 13 grudnia 1981 stanu wojennego został internowany.